# Леон (фільм)
«Лео́н» (фр. Léon), також відомий під назвами «Професіонал» (фр. Le Professionnel), «Леон: Професіонал» і «Леон-кілер» — культовий фільм 1994 року, знятий французьким режисером Люком Бессоном за його власним сценарієм. Головні ролі у фільмі виконали Жан Рено, Ґері Олдмен, Наталі Портман і Денні Аєлло. На 1 березня 2024 року фільм займав 38-му позицію у списку 250 найкращих фільмів за версією IMDb. Існує три варіанти фільму: театральний (110 хв) та два режисерських (французький (136 хв) і міжнародний (133 хв)).

## Сюжет
Леон (Жан Рено) — найманий вбивця-італієць. Живе самітником у Маленькій Італії — районі Нью-Йорку. Вбиває на замовлення, однак дотримується власного правила не вбивати жінок і дітей. Більшу частину роботи отримує від мафіозі, на ім'я Тоні (Денні Аєлло), який веде справи, живучи в ресторанчику-бакалійній крамниці. У вільний час Леон доглядає свою улюблену кімнатну рослину та іноді ходить у кіно, переважно на мюзикли.
Одного разу він зустрічає Матильду Ландо (Наталі Портман), дванадцятирічну дівчину-підлітка, що мешкає по сусідству. Вона живе в неблагополучній сім'ї, з неї знущаються і часто б'ють. Батько Матильди зберігав наркотики корумпованих співробітників управління боротьби з наркотиками на чолі з наркозалежним мафіозі Стенсфілдом (Ґері Олдмен): вони заплатили йому за зберігання кокаїну, однак потім виявили, що частину наркотиків він вкрав для себе. Поки Матильда ходила до крамниці, всю її сім'ю, включаючи сестру і 4-річного братика вбивають Стенсфілд та його люди. Йдучи до дверей своєї квартири, Матильда все зрозуміла і щоб залишитись живою, дівчинка удає, що йде не до цих дверей, а до квартири Леона. Він її впускає.
Матильда швидко виявляє, що Леон — найманий вбивця, і просить навчити її ремесла кілера, аби вона могла помститися за вбивство свого чотирирічного брата — єдиного з членів сім'ї, кого вона любила. Як «плату» за навчання вона пропонує Леону допомогу у веденні домашнього господарства і, враховуючи невміння Леона читати й писати, ще й себе як викладача, який би виправив його неграмотність. Леон приймає її пропозицію, і вони починають співпрацювати, потроху вибудовуючи відносини, в яких Леон бере на себе роль друга та батька. Матильда закохується в Леона і кілька разів зізнається йому в коханні, але він не відповідає їй взаємністю. Однак, через деякий час він також починає відчувати до дівчинки теплі почуття і як подарунок вбиває «праву руку» Стенсфілда, коли той купує партію наркотиків у китайських наркоторговців.
У цей час Матильда, відчувши впевненість та набравшись досвіду в новому ремеслі, вирішує вистежити Стенсфілда і прямує за ним до його офісу, намагаючись вбити його, але Стенсфілд, зрозумівши її намір, спочатку збирається її вбити, але потім наказує своїм помічникам затримати її. Водночас Леон повертається додому з чергового завдання і, не знайшовши Матильди, помічає залишену нею записку, з якої дізнається про її плани. Леон проривається в офіс поліції й визволяє Матильду.
Стенсфілд шаленіє від того, що цьому «італійському найманцю» зійшло з рук знищення трьох його людей і викрадення Матильди. У Тоні (який в минулому виконував «замовлення» і для Стенсфілда) він дізнається, де зараз перебуває Леон, і його люди роблять засідку біля квартири Леона, беручи в полон Матильду, що поверталася з крамниці. Вони питають в неї пароль (умовний стук), але вона дає їм неправильний код (3-2-1 замість 2-1-2) і, оскільки стук у двері відрізняється від умовленого, Леон розуміє в чому справа, і дає відсіч підрозділу, змушуючи їх звільнити Матильду. Коли поліцейські знову збираються прорватися у квартиру, Леон пробиває стіну, відкриваючи вхід до невеликої вентиляційної шахти на кухні та спускає по ній свою рослину-друга і Матильду, обіцяючи вибратися слід за нею. Та пручається, розуміючи, що їх зустріч остання, а Леон просто заспокоює її, обіцяючи через годину зустріти її в Тоні й зізнається дівчинці, що теж її кохає. Вона встигає втекти раніше, ніж у квартиру потрапляє граната.
Скориставшись безладом, Леон перевдягається в одяг одного з убитих поліцейських і, поки всі його шукають, направляється в масці до виходу. На шляху з будинку, вже біля самого виходу, Стенсфілд помічає Леона і непомітно переслідує його; коли Леону лишається кілька кроків до виходу на вулицю, він ранить його. Коли Стенсфілд, тріумфуючи, схиляється над вмираючим Леоном, той передає в руки Стенсфілду «подарунок від Матильди» і помирає. Розтиснувши долоню, Стенсфілд бачить в ньому чеку від гранати, яка була на жилеті з вибухівкою, що його постійно на собі носив Леон. Граната спрацьовує, потужний вибух миттєво знищує їх обох. Таким чином, Леон виконує бажання Матильди — помститися за смерть брата.

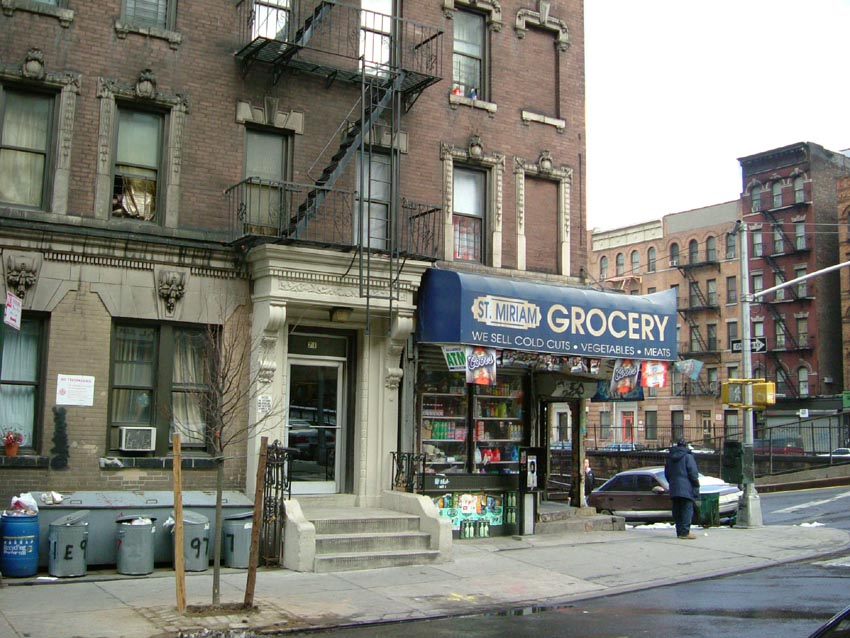
Апартаменти Леона та Матильди (лютий 2005).

Матильда вирушає до Тоні, оскільки Леон наказав їй раніше так зробити. Тоні каже Матильді, що видаватиме їй щомісяця гроші, зароблені Леоном, оскільки той наказав віддати їх їй, якщо з ним щось станеться. Коли Матильда просить, щоб Тоні дав їй «роботу», і наполягає на тому, що достатньо навчилася вбивати у Леона, Тоні категорично відмовляє їй, кажучи, що він «не має жодної роботи для 12-річної дитини». Отримавши відмову, дівчинка йде до школи, в якій навчалася до смерті батьків. Директорка поновлює Матильду на навчанні. Закінчується фільм сценою, в якій Матильда висаджує улюблену рослину Леона в парку школи — так вона символічно виконує виказане Леоном бажання «пустити корені».

## Ролі

### Головні ролі
|                         |
| Жан Рено — Леон Монтана |

|                           |
| Наталі Портман — Матильда |

|                         |
| Ґері Олдмен — Стенсфілд |

|                            |
| Денні Аєлло — мафіозі Тоні |

### Другорядні ролі
- Майкл Бадалукко — батько Матильди
- Еллен Грін — мати Матильди
- Елізабет Реген — сестра Матильди
- Карл Дж. Матусовіч — брат Матильди
- Пітер Еппел — Малкі
- Френк Сенгер — Товстун
- Віллі Ван Блад — людина Стенсфілда
- Дон Кріч — людина Стенсфілда
- Кіт А. Гласко — людина Стенсфілда
- Рендольф Скотт — людина Стенсфілда
- Люсіус Вайатт Черокі — Тонто
- Ерік Чальє — головний охоронець
- Люк Бернар — Майкі[6]
- Майвенн — камео
- Жан-Юг Англад — камео

## Українське озвучення
- Старе двоголосе закадрове озвучення студії «1+1» (1996). Ролі озвучували: Олександр Задніпровський і Наталія Задніпровська.
- Двоголосе закадрове озвучення телеканалу «СТБ» (2007). Ролі озвучували: Ярослав Чорненький і Ніна Касторф.
- Нове двоголосе закадрове озвучення студії «1+1» (2011). Ролі озвучували: Михайло Жонін і Юлія Перенчук. Озвучення транслювалось на телеканалах «1+1», «2+2», «ТЕТ» та «Новий канал».
- Багатоголосе закадрове озвучення студії «Так Треба Продакшн» на замовлення телекомпанії «ICTV» (2013). Ролі озвучували: Юрій Гребельник, Володимир та Дмитро Терещуки, Марина Локтіонова. Озвучення транслювалось на телеканалах «1+1», «2+2», «ТЕТ» та «ICTV».